# الزند: ذئب العاصي (مسلسل)
الزند: ذئب العاصي، مسلسل تاريخي سوري من إخراج سامر البرقاوي وتأليف عمر أبو سعدة وبطولة تيم حسن، دانا مارديني، أنس طيارة، فايز قزق رهام القصار، فيلدا سمور، باسل حيدر ونهال الخطيب، بث لأول مرة في شهر رمضان عام 1444 هـ/2023م.

## النجاح الجماهيري
حقق المسلسل نجاحاً جماهيرياً كبيرا حيث حصد المراكز الأولى للمتابعة خلال فترة عرضه

## القصة
يحكي المسلسل قصة الشاب عاصي الملقب بالزند والذي يواجه الظلم والاستبداد الذي يمارسه الإقطاعيون على الفلاحين خلال فترة الحكم العثماني.

## الممثلون
```
تيم حسن ( عاصي الزند )
```

دانا مارديني ( نجاة )
انس طياره ( نورس باشا )
فايز قزق ( إدريس )
رهام القصار ( شمس )
مجد فضه ( صالح )
بأسل حيدر ( الوكيل توفيق )
فيلدا سمور ( ام صالح )
نانسي خوري ( عفراء الزند )
مازن عباس ( إبراهيم )